# Materialprüfungsanstalt Universität Stuttgart

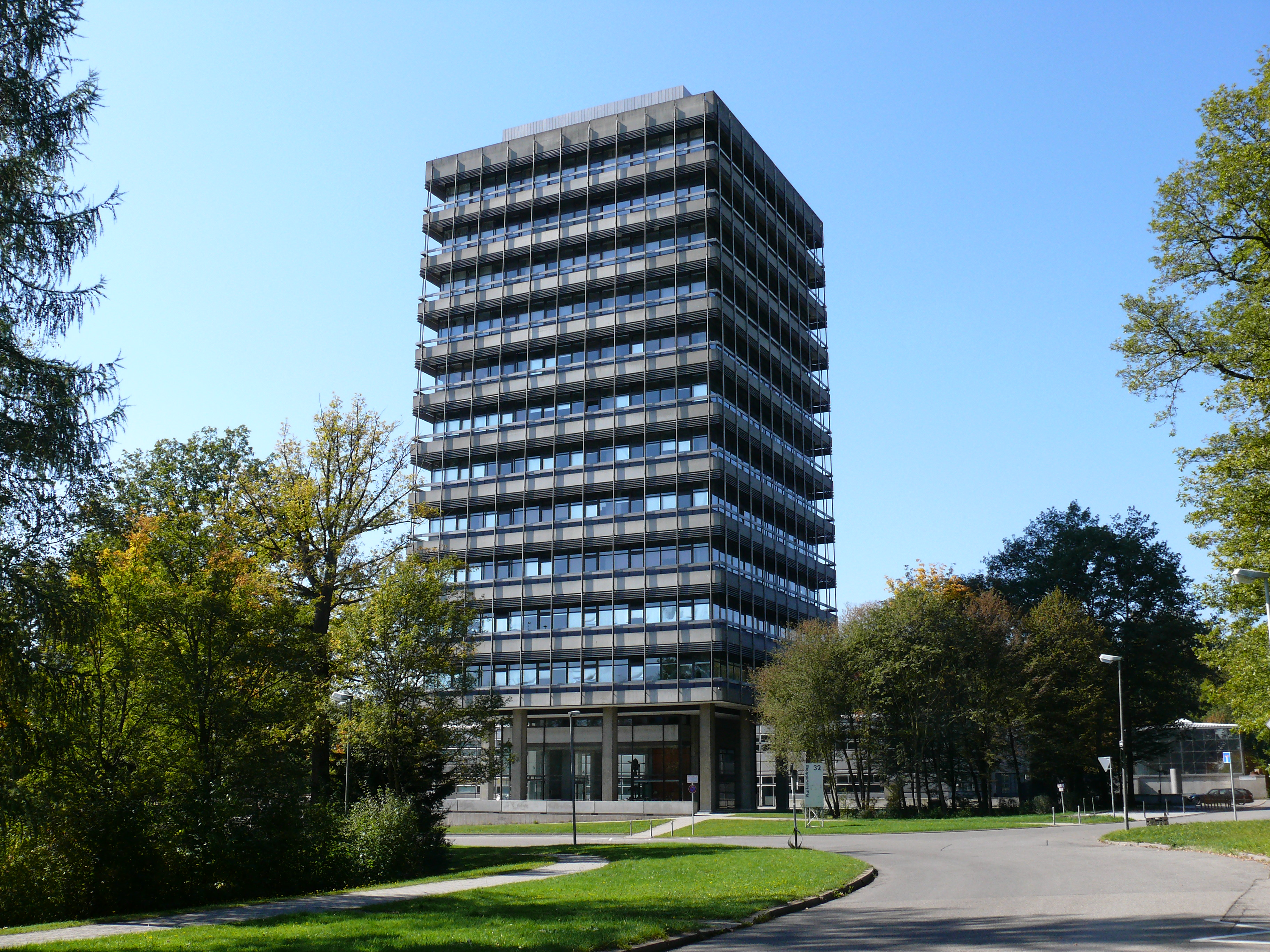
Standort Pfaffenwaldring 32

Die Materialprüfungsanstalt Universität Stuttgart (MPA Stuttgart) ist ein interdisziplinäres Dienstleistungsunternehmen für das Bauwesen und den Anlagen- und Maschinenbau. Sie ist als Zentralinstitut der Universität Stuttgart angegliedert.

## Lage
Die MPA Stuttgart liegt auf dem Forschungscampus Stuttgart-Vaihingen. Dort ist sie an den zwei Standorten Pfaffenwaldring 32 (Anlagen- und Maschinenbau) und Pfaffenwaldring 2 und 4 (Bauwesen) vertreten.

## Geschichte
1884 wurde die Materialprüfungsanstalt auf Betreiben von Carl von Bach am damaligen Königlich Württembergischen Polytechnikum Stuttgart gegründet, an dem Bach Professor für Maschinenbau war. Die Initiative ging vom Württembergischen Bezirksverein Deutscher Ingenieure und vom Polytechnikum aus. Sie war für den Bereich Maschinenbau und ab 1895 aufgrund zunehmender Nachfrage aus der Industrie auch für den Hochbau zuständig. 1897 wurde das zugehörige Ingenieurlaboratorium an der TH Stuttgart in Stuttgart-Berg neu gebaut. Die enge Verbindung mit der Lehre an der TH Stuttgart verschaffte der MPA und der Hochschule einen guten Ruf in der Industrie. 1907 wurde ein zusätzliches Laborgebäude gebaut. Die MPA hatte damals sieben fest angestellte Ingenieure. Bach führte die Anstalt auch durch die schwierige Zeit nach dem Ersten Weltkrieg und sorgte für Spender aus der Industrie wie Robert Bosch. Bachs Nachfolger als Leiter war von 1922 bis 1927 Richard Baumann (1879–1928), einer seiner engen Mitarbeiter. 1927 erfolgte aufgrund der zunehmenden Spezialisierung im Bauwesen die Aufteilung in Maschinenbau und Bauwesen und 1930 die Trennung der beiden Abteilungen in zwei eigenständige Anstalten, die Abteilung Maschinenbau mit dem alten Namen Staatliche Materialprüfungsanstalt (MPA) und die Abteilung Bauwesen, die ab 1936 Institut für Bauforschung und Materialprüfungen des Bauwesens hieß. Der Leiter der Abteilung Bauwesen war als Nachfolger von Baumann Otto Graf, der auch bis 1931 – als Erich Siebel übernahm – kommissarisch die Maschinenbauabteilung leitete. Bach hatte Graf 1903 an die MPA geholt, um die Eisenbetonforschung aufzubauen. Er war Professor für Baustoffkunde an der TH Stuttgart und hatte gute Verbindungen zu Emil Mörsch (Professor für Massivbau an der TH Stuttgart und Stahlbeton-Pionier) und Hermann Maier-Leibnitz (Professor für Holz-, Stahl- und Industriebau an der TH Stuttgart). Die Bauabteilung der MPA arbeitete daher eng mit Professoren der TH Stuttgart zusammen. In den 1930er Jahren erhielt sie viele Aufträge im Rahmen des Baus der Reichsautobahn, deren oberste Bauleitung (OBR) in Stuttgart saß. Auch Fritz Leonhardt beauftragte für alle materialtechnischen Prüfungen die MPA Stuttgart. Außerdem machten die genannten Professoren ihre Forschungsergebnisse durch viele Veröffentlichungen zum Beispiel in den Heften des Deutschen Ausschusses für Eisenbeton bekannt und erreichten in Deutschland eine führende Stellung in der Materialprüfung. 1944 war die Forschungs- und Materialprüfungsanstalt Stuttgart mit 119 Mitarbeitern eines der größten Institute für Werkstoffprüfung im Deutschen Reich. Die Laboratorien wurden durch Bombenangriffe 1943 völlig zerstört. Die gute Zusammenarbeit zwischen TH und MPA setzte sich auch nach dem Zweiten Weltkrieg fort, als Stuttgarter Ingenieure wie Fritz Leonhardt mit seinem Ingenieurbüro eine zentrale Rolle im Bauwesen spielten. 1952 wurde die Bau-Abteilung der MPA in Amtliche Forschungs- und Materialprüfungsanstalt für das Bauwesen (FMPA-Bauwesen) umbenannt, 1953 erhielt sie nach ihrem langjährigen Leiter den Beinamen Otto Graf Institut (OGI). Sie gehörte damals zur Universität Stuttgart.
1958 bis 1960 wurden auf dem Forschungscampus Stuttgart-Vaihingen neue Gebäude für die FMPA, ab 1961 auch für die MPA errichtet.
1980 wurde die FMPA-Bauwesen als Forschungs- und Materialprüfungsanstalt Baden-Württemberg (Otto-Graf-Institut) dem Ministerium für Wirtschaft, Mittelstand und Technologie Baden-Württemberg unterstellt und gehörte damit nicht mehr zur Universität. Zeitgleich wurde aus der in der Universität verbleibenden Gruppe Lehre der FMPA das Institut für Werkstoffe im Bauwesen gebildet. Dem FMPA wurde damals auch das Chemisch-Technischen Prüfamt (CTP) des Landesgewerbeamtes eingegliedert.
2000 erfolgte die Wiedereingliederung in die Universität Stuttgart als Forschungs- und Materialprüfungsanstalt für das Bauwesen, Otto-Graf-Institut (FMPA). Zum 1. Juli 2003 erfolgte der Zusammenschluss der MPA und der FMPA zur Materialprüfungsanstalt Universität Stuttgart (MPA Stuttgart, Otto-Graf-Institut (FMPA)), einer zentralen Einrichtung der Universität Stuttgart.
Im universitären Bereich besteht neben der personellen Verknüpfung (Personalunion Fachbereichsleitung mit Lehrstuhlleitung im jeweiligen Uniinstitut) eine Kooperationsvereinbarung der Materialprüfungsanstalt mit dem Institut für Materialprüfung, Werkstoffkunde und Festigkeitslehre (IMWF) und dem Institut für Werkstoffe im Bauwesen (IWB) der Universität Stuttgart.

## Direktoren
Die Institutsleiter waren bzw. sind:
Materialprüfungsanstalt (1884 bis 1927):
- 1884 bis 1922 Carl von Bach
- 1922 bis 1927 Richard Baumann

MPA (Maschinenbau) 1927 bis 2003:
- 1927 bis 1931 Otto Graf (kommissarisch)
- 1931 bis 1940 Erich Siebel
- 1940 bis 1947 Otto Graf (kommissarisch), als Siebel Direktor der Materialprüfungsanstalt Berlin-Dahlem war
- 1947 bis 1961 Erich Siebel
- 1961 bis 1976 Karl Wellinger
- 1976 bis 1998 Karl Kußmaul[7]
- 1998 bis 2003 Eberhard Roos

Leiter der FMPA/der Abteilung Bauwesen/des Fachbereichs Bauwesen 1927 bis 2003:
- 1927 bis 1950 Otto Graf
- 1952 bis 1969 Friedrich Tölke
- 1969 bis 1972 Gustav Weil
- 1973 bis 1990 Gallus Rehm
- 1990 bis 2003 Hans-Wolf Reinhardt

Leiter der wiedervereinigten MPA (Materialprüfungsanstalt) Universität Stuttgart ab 2003:
- 2003 bis 2011 Eberhard Roos (geschäftsführender Direktor)
- 2003 bis 2006 Hans-Wolf Reinhardt (Direktor)
- 2006 bis 2008 Christoph Gehlen (Direktor)
- 2008 bis 2010 Christian Große (kommissarischer Direktor)
- ab 2012 Harald Garrecht (Direktor, 2012–2020 geschäftsführender Direktor)
- ab 2014 Stefan Weihe (Direktor, seit 2020 geschäftsführender Direktor)

## Aufgabenfelder
Die Aufgaben umfassen industrienahe Dienstleistungen und die Ausbildung von Studenten und Lehrlingen. Im Einzelnen sind die Aufgabenfelder
- die Forschung- und Entwicklung im Bereich der Werkstoff- und Bauteilprüfung, der Werkstoffentwicklung und -optimierung und der Bauteilsicherheit und -auslegung,
- die Konformitätsbewertung mit Regelwerken und Richtlinien, sowie die Zertifizierung von Produkten,
- die Mitarbeit in Normen- und Sachverständigenausschüssen, sowie
- die Durchführung von Überwachungen und Prüfungen im Rahmen der Qualitätssicherung.

## Struktur
Rund 300 Mitarbeiter sind an der MPA beschäftigt, davon gehört knapp die Hälfte zum wissenschaftlichen Personal. Der Personalkörper besteht hauptsächlich aus Bauingenieuren, Maschinenbauingenieuren, Materialwissenschaftlern, Physikern, Chemikern, Mineralogen und Geologen. Die Materialprüfungsanstalt ist gegliedert in zwei Fachbereiche sowie darunter in Abteilungen:
Fachbereich Bauwesen
- Baukonstruktionen und Bauteilprüfung
- Bauwerkserhaltung
- Brandschutz
- F&E im Bauwesen
- Holzkonstruktionen
- Mineralische Baustoffe

Fachbereiche Maschinenbau
- Anlagenbewertung und Betriebsstrategie
- Bauteilbewertung und Zuverlässigkeit
- Betriebsverhalten unter Medieneinfluss
- Fügetechnik und additive Fertigung
- Kalibrierung, Lager, Passive Sicherheit
- Werkstoffverhalten und Werkstoffmodellierung
- ZfP und Materialcharakterisierung.

In enger Kooperation stehen das Institut für Werkstoffe im Bauwesen (IWB) und das Institut für Materialprüfung, Werkstoffkunde und Festigkeitslehre (IMWF) der Universität Stuttgart.

## Nachweise
1. ↑  Materialprüfungsanstalt. Direktion. Abgerufen am 19. Januar 2021.
2. 1 2 3 4  Die Materialprüfungsanstalt (MPA) an der TH Stuttgart. In: Christiane Weber: Fritz Leonhardt, Leichtbau. Eine Forderung unserer Zeit. KIT Scientific Publishing, 2011, S. 33, mit Biographien von Otto Graf und Carl Bach
3. 1 2 3 4 5 6  Geschichte der MPA Universität Stuttgart. Abgerufen am 18. Januar 2021.
4. 1 2 3 4 5 6 7 8  Institut für Werkstoffe im Bauwesen. Geschichte des Instituts. Abgerufen am 18. Januar 2021.
5. ↑  Klaus Hentschel (Hrsg.): Historischer Campusführer der Universität Stuttgart. Teil II: Vaihingen-Nord. Verlag für Geschichte der Naturwissenschaften und der Technik, Stuttgart 2014, ISBN 978-3-86225-010-3 (210 S., uni-stuttgart.de [abgerufen am 18. Januar 2021]).
6. ↑  Rechnungshof Baden-Württemberg, Denkschrift 2000
7. ↑   Siehe Kußmauls autobiographisches Vermächtnis, hrsg. v. Christian Elsässer & Klaus Hentschel, Stuttgart: Abteilung für Geschichte der Naturwissenschaften und Technik, 2023, zu beziehen von der MPA.
8. ↑  mpa.uni-stuttgart.de
9. ↑  mpa.uni-stuttgart.de